# Nellore (huyện)
Huyện Nellore là một huyện thuộc bang Andhra Pradesh, Ấn Độ. Thủ phủ huyện Nellore đóng ở Nellore. Huyện Nellore có diện tích 13076 ki lô mét vuông. Đến thời điểm năm 2001, huyện Nellore có dân số 2659661 người.